# Gilles Lempereur
Gilles Lempereur (ur. 1 marca 1959 roku w Orleanie) – francuski kierowca wyścigowy.

## Kariera
Lempereur rozpoczął karierę w międzynarodowych wyścigach samochodowych w 1982 roku od startów we Francuskiej Formule Renault, gdzie dziewięciokrotnie stawał na podium, a trzykrotnie na jego najwyższym stopniu. Uzbierane 125 punktów pozwoliło mu zdobyć tytuł mistrza serii. W późniejszych latach pojawiał się także w stawce Francuskiej Formuły 3, Niemieckiej Formuły 3, Europejskiego Pucharu Formuły 3, World Sports-Prototype Championship oraz Mitjet 2L Supersport.
W Formule 3000 Francuz został zgłoszony do dwóch wyścigów sezonu 1987 z brytyjską ekipą Racetech 3000. Jednak nigdy nie zdołał ukończyć wyścigu.